# Gnophos delitescens
Gnophos delitescens är en fjärilsart som beskrevs av Max Joseph Bastelberger 1909. Gnophos delitescens ingår i släktet Gnophos och familjen mätare. Inga underarter finns listade i Catalogue of Life.